# Chondrilla ambigua
Chondrilla ambigua là một loài thực vật có hoa trong họ Cúc. Loài này được Fisch. ex Kar. & Kir. mô tả khoa học đầu tiên năm 1842.